# Triumph or Agony
Triumph or Agony es el séptimo álbum de Rhapsody of Fire, el segundo de la saga de Dark Secret, lanzado en 2006.

## Lista de canciones
| N.º | Título | Duración                                 |  |
| 1.  | «Dar-Kunor (instrumentale) - I. Echoes From The Elvish Woods(Ecos del Bosque Élfico) - II. Fear Of The Dungeons (Temor De Los Calabozos)» | 3:13 - 1:30 - 1:43                       |  |
| 2.  | «Triumph Or Agony» (Triunfo O Agonía) | 5:03                                     |  |
| 3.  | «Heart Of The Darklands» (Corazón De Las Tierras Oscuras) | 4:11                                     |  |
| 4.  | «Old Age Of Wonders» (Antigua Era De Maravillas) | 4:35                                     |  |
| 5.  | «The Myth Of The Holy Sword» (El Mito De La Espada Sagrada) | 5:03                                     |  |
| 6.  | «Il Canto del Vento» (El Canto del Viento) | 3:54                                     |  |
| 7.  | «Silent Dream» (Sueño Silencioso) | 3:51                                     |  |
| 8.  | «Bloody Red Dungeons» (Rojos Calabozos Sangrientos) | 5:12                                     |  |
| 9.  | «Son Of Pain» (Hijo Del Dolor) | 4:43                                     |  |
| 10. | «The Mystic Prophecy Of The Demonknight (La Mística Profecía Del Caballero Demonio) - - I. A New Saga Begins (Una Nueva Saga Comienza) - II. Through The Portals Of Agony (A Través De Los Portales De La Agonía) - III. The Black Order (La Orden Negra) - IV. Nekron's Bloody Rhymes (Las Sangrientas Rimas de Nekron) - V. Escape From Horror (Escape del Horror)» | 16:26 - 8:39 - 0:41 - 2:36 - 0:41 - 3:45 |  |
| 11. | «Dark Reign Of Fire (Oscuro Reino De Fuego) - - I. Dark Reign of Fire - II. Winter Dawn's Theme (Tema del Amancer del Invierno)» | 6:27 - 3:31 - 2:56                       |  |

| Pista extra de la edición francesa |                                                           |          |  |
| N.º                                | Título                                                    | Duración |  |
| 12.                                | «Son of Pain(Una Nueva Saga Comienza) (Versión Francesa)» | 4:42     |  |

| Pista extra de la edición deluxe francesa |                                                                          |          |  |
| N.º                                       | Título                                                                   | Duración |  |
| 13.                                       | «A New Saga Begins (Radio Edit) (Bonus Track) (Una Nueva Saga Comienza)» | 4:19     |  |
| 14.                                       | «Defenders Of Gaia (Bonus Track) (Defensores de Gaia)»                   | 4:35     |  |

| Pista extra de la edición italiana |                                                                          |          |  |
| N.º                                | Título                                                                   | Duración |  |
| 12.                                | «Son of Pain(Una Nueva Saga Comienza) (Versión Francesa)»                | 4:42     |  |
| 13.                                | «A New Saga Begins (Radio Edit) (Bonus Track) (Una Nueva Saga Comienza)» | 4:19     |  |
| 14.                                | «A New Saga Begins (Radio Edit) (Bonus Track) (Una Nueva Saga Comienza)» | 4:19     |  |

## Curiosidades
- Los acordes del coro de Defenders Of Gaia son los mismos que algunos en el solo de Knightrider of Doom del disco Power of the Dragonflame.

- El bonus track A New Saga Begins es un extracto reeditado de la primera parte de The Mystic Prophecy of the Demonknight.

- Datos: Q2068550

- En Dark Reign of Fire hay un pequeño remanente a la entrega anterior, ya que una de las estructuras trasfondo de la narrativa de Christopher Lee de Unholy Warcry es exhibida.

- Il Canto del Vento es, la única canción de este álbum no compuesta por Turilli o Staropoli; su autor es Fabio Lione.

- Hasta ahora Christopher Lee fue el único miembro de su familia en colaborar. Su hija Christina colaboró al final de Dark Reign of Fire.